# Alexander von Lavergne-Peguilhen
Alexander von Lavergne-Peguilhen (* 24. Juni 1803 in Berlin; † 29. August 1867 in Neidenburg) war Landrat und Mitglied des Reichstags des Norddeutschen Bundes.

## Leben
Alexander von Lavergne-Peguilhen war der Sohn des Kriegs- und Domänenrats und späteren (1816) Oberrechnungrats Ernst Friedrich von Lavergne-Peguilhen, der als Testamentsvollstrecker Heinrich von Kleists und Henriette Adolphine Vogels bekannt geworden ist, und der Jeanette Dorothea, geb. Jachmann. Die Familie Lavergne-Peguilhen entstammte einer nach Preußen geflüchteten hugenottischen Familie aus dem Languedoc auf dem westlichen Rhôneufer. Ihr wurde 1821 im Königreich Preußen Wappen und Adelsstand „erneuert“, das heißt vom Monarchen anerkannt. 1822 wurde Alexander von Lavergne-Peguilhen als Kandidat der Mathematik zum Fr. Admessern bestellt.
Lavergne-Peguilhen war seit 1839 Landrat im Kreis Neidenburg, nach anderen Quellen seit 1840. Zudem war er Abgeordneter im Preußischen Provinziallandtag und 1847, gemeinsam mit seinem Bruder, im Ersten Vereinigten Landtag. In dieser Zeit veröffentlichte er eine Schrift unter dem Titel Der Liberalismus und die Freiheit, die er am 31. Oktober 1846 dem König Friedrich Wilhelm IV. vorlegte. Darin schlug er vor, den Liberalismus durch maßvolle Wiederherstellung feudaler und korporativer Abhängigkeiten zu bekämpfen. Der König sprach ihm mit einer Kabinettsordre seinen Dank für die Schrift aus.
Vom 18. Mai 1848 bis zum 7. Oktober 1848 war er Mitglied der Frankfurter Nationalversammlung. Von 1849 bis zu seinem Tode war Lavergne-Peguilhen Mitglied des Preußischen Abgeordnetenhauses bzw. der Vorgängerparlamente. Seit 1861 war er Ehrenritter des Johanniterordens.
1867 war er Mitglied des Konstituierenden Reichstags des Norddeutschen Bundes für den Reichstagswahlkreis Regierungsbezirk Königsberg 8 und die Konservative Partei. Sein älterer Bruder war Moritz von Lavergne-Peguilhen (1801–1870), dem mitunter fälschlich die Autorschaft der erwähnten Flugschrift zugeschrieben wird.

## Familie
1841 heiratete er in Frödau Rosa (von) Meske (* 20. Januar 1824; † 18. März 1854), Tochter der Henriette Wenzel und des Gutsbesitzer, Landschaftsrates (Ritterschaftsrat) und Majors a. D. Ludwig Otto von Meske, der 1843 in den preußischen Adelsstand nobilitiert wurde. Das Ehepaar hatte die Söhne Georg (* 23. April 1843; † 20. April 1929), Oberregierungsrat a. D., und der kgl. preuß. Generalleutnant Viktor von Lavergne-Peguilhen (* 30. März 1850; † 24. Dezember 1922). Viktor, liiert mit Dora Hartmann, hatte Kinder, Enkel und Urenkel. Georg, verheiratet mit Frieda von Reden, hatte die Adoptivtochter Susanne von Reden-Peguilhen, die aus dem Uradel stammte und Chanoinesse am Kloster Walsrode war. Die Enkeltochter Elsa Lucy Emmy Lolo von Lavergne-Peguilhen war die zweite Ehefrau des Mitinhabers eines Bankhauses, Grundbesitzer auf Börnicke bei Berlin und kgl. dän. Generalkonsul Paul von Mendelssohn-Bartholdy verheiratet.
Alexander von Lavergne-Peguilhen hatte noch zwei Brüder, Franz und Julius, sowie eine Schwester Franziska (1797–1867). Sie heiratete zunächst John Stornby und, nach dessen Tod, im Jahr 1822 Ludwig, Graf von Westarp (1791–1850).

## Werke
- Der Liberalismus und die Freiheit, Tag und Koch, Königsberg 1847.